# Veljko Kajtazi
Veljko Kajtazi (né le 14 février 1960 à Kosovska Mitrovica au Kosovo) est un homme politique croate faisant partie de la minorité Rom,.
Il est élu député au Sabor où il représente sa minorité. C'est le président du RNV (Conseil national croate des Roms, Romskog nacionalnog vijeca - RNV). Il fait partie du groupe parlementaire du HNS.